# デミトリー・シャクタ
デミトリー・シャクタ（Dimitry Shakuta、1980年8月7日 - ）は、ベラルーシの男性キックボクサー。ミンスク出身。マスターズジム所属。元IT'S SHOWTIME 77kg MAX世界王者。
長いリーチを活かし、対戦相手を入らせないリスクの少ない戦い方をする。
2020年11月16日、ラトビアの外務省は、平和的な抗議者ラマン・バンダレンカの殺害に関与したとされるシャクタに対して、「不特定の期間」旅行禁止を課した。 多くのスポーツ選手は、バンダレンカを攻撃した仮面の人物の写真やビデオで彼を以前に特定しました。 シャクタは疑惑についてコメントしなかった。

## 来歴
2003年9月27日、SuperLeague Germany 2003にてスーパーリーグデビュー。ジョー・ホワイトに判定勝ち。
2006年9月23日、IT'S SHOWTIMEの75kgトーナメントに出場。1回戦でオンドレ・ハートニックに判定負け。
2007年6月2日、Gentleman Fight Night IVにてタイロン・スポーンに判定負け。
2008年9月5日、IT'S SHOWTIME 77kg MAX世界王座決定戦でサム・ブランと対戦し、判定勝ちを収め王座を獲得した。
2010年3月13日、3度目の防衛戦でコスモ・アレキサンドラと対戦し、TKO負けで王座から陥落した。

## 戦績
| 勝敗 | 対戦相手                         | 試合結果                           | 大会名                                                     | 開催年月日     |
| ×    | コスモ・アレキサンドラ           | 2R TKO（ドクターストップ：カット） | IT'S SHOWTIME 【IT'S SHOWTIME 77kg MAX世界タイトルマッチ】 | 2010年3月13日  |
| ○    | サム・ブラン                     | 5R終了 判定                        | IT'S SHOWTIME 【IT'S SHOWTIME 77kg MAX世界タイトルマッチ】 | 2009年11月21日 |
| ○    | グレゴリー・チョップリン         | 5R終了 判定                        | IT'S SHOWTIME 【IT'S SHOWTIME 77kg MAX世界タイトルマッチ】 | 2009年8月29日  |
| ○    | サム・ブラン                     | 5R終了 判定                        | IT'S SHOWTIME 【IT'S SHOWTIME 77kg MAX世界王座決定戦】     | 2008年9月5日   |
| ○    | ロベルト・コッコ                 | 3R終了 判定                        | K-1 Italy Oktagon 2008                                     | 2008年4月12日  |
| ○    | Yohan Lidon                      | 5R終了 判定                        | Kings of Muaythai: Belarus vs Europe                       | 2007年9月24日  |
| ×    | タイロン・スポーン               | 5R終了 判定                        | Gentleman Fight Night IV                                   | 2007年6月2日   |
| ○    | ムラッド・サリ                   | 3R終了 判定                        | Fight at The Border                                        | 2007年3月24日  |
| ×    | オンドレ・ハートニック           | 3R終了 判定0-3                     | It's Showtime.T FinalRound【準々決勝】                     | 2006年9月23日  |
| ○    | シェイン・チャップマン           | 3R終了 判定3-0                     | SuperLeague Elimination 2006                               | 2006年5月13日  |
| ○    | ロベルト・コッコ                 | 3R終了 判定3-0                     | SuperLeague Hungary                                        | 2006年1月28日  |
| ○    | エミール・ゾーライ               | 3R終了 判定3-0                     | SuperLeague Austria                                        | 2005年10月22日 |
| ○    | クリフトン・ブラウン             | 5R終了 判定3-0                     | SuperLeague Germany 2005                                   | 2005年5月21日  |
| ×    | モイセス・バプティスタ・デソウサ | 1R KO                              | SuperLeague Austria 2005                                   | 2005年4月9日   |
| ○    | ジリ・ザック                     | 5R終了 判定3-0                     | SuperLeague Switzerland 2004                               | 2004年5月22日  |
| ○    | ユーリ・メス                     | 2R KO                              | SuperLeague Netherlands 2003                               | 2003年12月6日  |
| ○    | ジョー・ホワイト                 | 5R終了 判定3-0                     | SuperLeague Germany 2003                                   | 2003年9月27日  |
| ○    | ザビット・サメドフ               | 5R終了 判定                        | BARS - Cup of Arbat Finals                                 | 2003年3月19日  |
| ○    | ウラディミール・トドロフ         | 3R終了 判定                        | BARS - Cup of Arbat Semifinals                             | 2003年3月12日  |
| ○    | アレクセイ・シャルケビッチ       | 3R終了 判定                        | BARS - Cup of Arbat Quarterfinals                          | 2003年3月6日   |
| ×    | パジョンスック                   | 5R終了 判定                        | タイ                                                       | 2000年11月11日 |
| ○    | フェルナンド・カレロス           | 5R終了 判定                        | USA vs. Belarus                                            | 2000年1月14日  |

## 獲得タイトル
- IKFムエタイインターコンチネンタルウェルター級王座（2000年）
- IKFムエタイ世界スーパーウェルター級王座（2000年）
- IT'S SHOWTIME 75kg MAX Trophyトーナメント 優勝（2008年）
- 初代IT'S SHOWTIME 77kg MAX世界王座（2008年）